# Anoplotherium
Anoplotherium je typový rod vyhynulé paleogenní čeledi sudokopytníků Anoplotheriidae, jejíž zástupci endemitně žili v západní Evropě. Anoploteria žila od svrchního eocénu do spodního oligocénu. Šlo o pátý formálně popsaný rod fosilního savce, jeho taxonomická historie sahá až do roku 1804, kdy jeho fosilie poprvé popsal francouzský přírodovědec Georges Cuvier. Na základě neúplných koster druhu A. commune, objevených ve Francii v roce 1807, Cuvier důkladně dokumentoval jedinečné rysy anoploterií a jeho rekonstrukce pohybové soustavy z roku 1812 patří mezi první anatomické rekonstrukce založené na fosiliích. Cuvierovy revoluční příspěvky postavené na tomto rodu nejenže prokázaly rozvíjející se teorii o vymírání druhů, ale také vydláždily cestu pro paleontologické podobory, jako je paleoneurologie. Celkem byly popsány čtyři druhy anoploterií.
Anoplotherium patřilo mezi největší sudokopytníky paleogenní periody (mimo zástupců kladu Whippomorpha). Hmotnost činila od 115 kg do 271 kg, délka hlavy a těla 2,5 m a výška v kohoutku 1,25 m. Mezi neobvyklé odvozené znaky patřily tři prsty (u určitých druhů, jako je A. latipes) či dlouhý a silný ocas. Rozvinutý mozek podporoval čich i další smysly. Anoploteria se možná mohla postavit na zadní a krmit se výše rostoucími rostlinami, snad až do výšky 3 m. Tak se mohla vyhnout konkurenci s dalšími středními až velkými býložravci. Úroveň bipedie však zůstává nejistá. Spekulativní také zůstává myšlenka, že větší, dvouprstý A. commune a o něco menší, tříprstý A. latipes mohou představovat pohlavně dimorfní jedince v rámci jednoho druhu. Za nejbližšího příbuzného anoploterií je považován rod Diplobune, také značně specializovaný.
Západní Evropa byla v době anoploterií souostrovím izolovaným od zbytku Eurasie, které tak podporovalo silný endemismus. Evoluční původ tohoto rodu je spojen s přechodem k suššímu, ale stále relativně vlhkému klimatu, které vedlo k vývoji abrazivních rostlin. Po vymření čeledi Lophiodontidae se anoploteria zvětšila a stala se dominantními býložravci v celém západoevropském regionu.
Úspěšný rod náhle vymřel během Grande Coupure ve spodním oligocénu západní Evropy. Chladnější a sezónní klima vedlo k ústupu tropických a subtropických lesů, pokles oceánu vedl ke spojení západní Evropy s východní Eurasií, s následným rozšířením fauny z Asie. Konkrétní příčiny vyhynutí anoploterií zůstávají nejasné, ale zřejmě mají souvislost s těmito změnami.